# Хум (великая жупа)
Великая жупа Хум (хорв. Velika župa Hum) — административно-территориальная единица Независимого государства Хорватии, существовала в период с 5 августа 1941 по 8 мая 1945 года на территории современных Хорватии и Боснии и Герцеговины. Административный центр — Мостар. Наименование великой жупы связано с названиями средневекового княжества Захумье и исторической области Хум.
Гражданской администрацией административно-территориальной единицы руководил великий жупан, назначавшийся поглавником Хорватии Анте Павеличем.
Великая жупа Хум имела деление на «котарские области» (хорв. kotarske oblasti), названные по их административными центрами:
- Кониц
- Любушки
- Меткович
- Мостар
- Невесине
- Посушье[серб.] (до 1 сентября 1941 года — в статусе «котарской ипоставы», хорв. kotarska ispostava)

Кроме того, в отдельную административную единицу был выделен город Мостар.
5 июля 1944 года три района: Столац, Чаплина и Гацко — перешли в состав великой жупы Хум (ранее входили в состав великой жупы Дубрава). Кроме того, в этот же день были присоединены территории районов, ранее входивших в состав расформированной великой жупы Плива и Рама (Ливно, Дувно, Прозор); город Ливно был выделен в отдельную административную единицу.
13 марта 1945 года по причине ведения активных военных действий и присутствия враждебных вооружённых сил на территории региона административный центр великой жупы был перенесён из Мостара в Сараево.
20 мая 1944 года в великой жупе было объявлено чрезвычайное положение, поэтому гражданскую администрацию заменила военная. Вопросы гражданского управления перешли к командующему войсками на реке Неретва. 28 марта 1945, несмотря на введение чрезвычайного положения, для решения вопросов гражданского управления был назначен специальный представитель гражданской администрации, подчинённый командующему войсками прибрежного участка Неретвы.